# Journal of Synchrotron Radiation
Journal of Synchrotron Radiation is een internationaal, aan collegiale toetsing onderworpen wetenschappelijk tijdschrift op het gebied van de natuurkunde. De naam wordt in literatuurverwijzingen meestal afgekort tot J. Synchrotron Radiat.
Het wordt uitgegeven door Wiley-Blackwell namens de International Union of Crystallography en verschijnt tweemaandelijks.
Het eerste nummer verscheen in 1994.